# Баджидо
Баджидо (бирм. ဘက္ရီးတော္‌); буквально — Старший Королевский Дядя, известный также как Сагаинг Мин (23 июля 1784 — 15 октября 1846) — король Бирмы (Мьянмы) из династии Конбаун, правил с 1819 по 1837 годы.

## Биография
Родился 23 июля 1784 года в Амарапуре. Сын Тхадо Минсо (1762—1808), наследника бирманского трона (1783—1808), и его сводной сестры Мин Ке, принцессы Таундуин. Его дедом был король Бирмы Бодопайя, а прадедом — основатель династии Алаунпайя.
В 1823 году перенёс столицу из Амарапуры обратно в Аву.
Во время Первой англо-бирманской войны (1824—1826) потерпел поражение и англичане заняли Аракан и Тенассерим.
Баджидо занял Ассам и Манипур, заставив их платить дань королевству. В результате англичане 5 марта 1824 года начали войну, заставив бирманские войска оставить Ассам, Манипур, Аракан и Тенассерим. 24 февраля 1826 года Баджидо подписал Яндабинский договор о мире. После войны англичане с нескольких попыток смогли добиться установления постоянных представителей обеих стран в Аве и Калькутте.
После этого Баджидо затеял спор с Манипуром о долине Кабо, которая была после войны занята Манипуром. Английский представитель Бёни (Burney), изучив исторические записи, решил поддержать бирманцев в этом споре. Однако спор о возврате Тенассерима не увенчался успехом.
Потеря больших территорий тяжело сказалась на здоровье короля Баджидо, он впал в депрессию, и бразды правления получили королева (Нанмадо) Ме Ни и её брат (Минтаджи) Маун О. Последний принудил его отречься от трона в пользу своего брата, в 1837 году королём стал Таравади Мин.